# Горін Едуард Олексійович
Горін Едуард Олексійович (нар. 25 листопада 1935, Орша, Білорусь) — український державний та політичний діяч, народний депутат України 1-го скликання, в.о. голови правління ЗАТ «ОдАЗ».

## Життєпис
Народився 25 листопада 1935 року в м Орша БССР, у сім'ї військовослужбовця. Інженер-механік, закінчив Одеський інститут інженерів морського флоту.
З 1959 року — помічник майстра, майстер-технолог, заступник начальника цеху Одеського заводу важкого кранобудування ім. Січневого повстання.
З 1966 року — начальник технологічного відділу, головний інженер, директор Одеського ремонтно-механічного заводу.
З 1981 року — директор Одеського автоскладального заводу.
З 1986 року — генеральний директор виробничого об'єднання «Одеський автоскладальний завод», президент акціонерного товариства «Одеський автоскладальний завод».
Член КПРС з 1962 року; депутат міської Ради.